# 21404 Атлурі
21404 Атлурі (21404 Atluri) — астероїд головного поясу, відкритий 20 березня 1998 року.
Тіссеранів параметр щодо Юпітера — 3,675.